# Fyahbwoy
Elan Swan Fernandéz, conegut amb el sobrenom de Fyahbwoy o Chico de Fuego, (Madrid, 15 de desembre de 1979) és un artista popular de dancehall, ragga i reggae. Inicia la seva etapa artística a finals de 2005 influenciat personalment per la música de Jamaica. Ha publicat quatre àlbums: Ni chance ni try (2006), Innadiflames (2009), Extremely Flammable (2012) i BL4QKFY4H (2015). Tots quatre es poden descarregar gratuïtament.

## Discografia
Comença la seva carrera artística el desembre de 2005, quan escriu i grava el seu primer tema: «Nuh Reial Shotta».
A principis de 2006 es llança per Internet, en descàrrega lliure, el pro-cd titulat: Ni chance ni try (Cobra Studio / Musigrama, 2006), que conté 5 temes.
Sent una maqueta, es va convertir en mesos en una de les obres més descarregades de reggae i dancehall a Espanya. Des de llavors, Fyahbwoy ha recorregut diferents escenaris en festes, concerts i festivals. Ha dut a terme diverses actuacions a nivell internacional, tant a Europa com a Llatinoamèrica i Xina.
Durant el 2008 comença la creació del seu primer àlbum llarg sota el nom de Swan Fyahbwoy i amb l'ajuda de Mario «Daddy Cobra» Olivares. Aquest LP va començar a oferir-se en descàrrega gratuïta l'1 de juny de 2009 amb el nom d'Innadiflames.
Durant el 2011 va treure el LP "Extremely Flammable" que, com havia fet amb els anteriors, també es pot descarregar gratuïtament.
El 2012 va sortir a la llum "Extremely Flammable", i també es pot descarregar gratuïtament, pots escoltar-l'ho a Spotify, comprar-ho a iTunes i a la seva pàgina oficial.
El 2015 treu "BL4QHFY4H", i també es pot descarregar gratuïtament, pots escoltar-l'ho a Spotify, comprar-ho a iTunes i a la seva pàgina oficial.